# Scopelosaurus argenteus
Scopelosaurus argenteus är en fiskart som först beskrevs av Maul, 1954.  Scopelosaurus argenteus ingår i släktet Scopelosaurus och familjen Notosudidae. Inga underarter finns listade i Catalogue of Life.